# Израэли, Исаак бен-Иосиф
Исаак бен-Иосиф Израэли (Isaac Israeli ben Joseph; ивр. יצחק בן שלמה הישראלי‎; Yitzhaḳ ben Yossef haIsraëli) — испанский и еврейский астроном XIV века, автор книги «Jesod Olam» (Йесод олам; с ивр. — «Основа вселенной») математического и астрономического содержания (изд. 1777), пользовавшейся в Средние века огромной популярностью.

## Биография
Сын некоего Иосифа (бен-Иосиф). Ученик выдающегося галахиста рабби Ашера бен-Иехиель из Толедо.

## Труды

### «Jesod Olam» («Основа вселенной»)
Его сочинение, написанное по просьбе его учителя рабби Ашера бен-Иехиель, представляло оригинальное явление в астрономической литературе эпохи. Особенно ценным в нём был метод определения параллакса Луны, важность которого до Кеплера средневековые астрономы не рассматривали.
Книга делится на пять глав:
- 1/ излагаются предварительные элементарные знания по математике;
- 2/ описание системы мира по Птолемею;
- 3/ изображены движения Солнца и Луны;
- 4 и 5/ — последовательное и подробное изложение системы еврейского летосчисления с приложением таблиц и вечного календаря, а также хронологического перечня выдающихся еврейских деятелей и учёных до конца гаонейской эпохи.

В еврейском образовании сочинение Израэли было одним из лучших учебников. Впервые книга была издана в 1777 году; более полное издание с введением Д. Касселя было напечатано в Берлине в 1848 году Б. Гольдбергом и Л. Розенкранцом. Книга особо распространялась среди литовских талмудистов, впервые через неё приобщавшихся к науке.

### Другие сочинения
Другие труды Израэли — «Schaar ha-Schamaim» и «Schaar ha-Miluim» — хранились в рукописях в Бодлеянской библиотеке.